# Herran
Herran (en occità i en francès) és un municipi del departament francès de l'Alta Garona, a la regió d'Occitània.